# Sergio Comba
Sergio Héctor Comba (Rafaela, Santa Fe, Argentina, 15 de octubre de 1978) es un exfutbolista profesional argentino. Jugaba como delantero y su último club fue Rangers de Talca, retirándose como el goleador del equipo.

## Clubes
| Club                   | País      | Año       |
| ---------------------- | --------- | --------- |
| Atlético Rafaela       | Argentina | 1996-1998 |
| Sarmiento              | Argentina | 1998      |
| Ferro Carril Oeste     | Argentina | 1999      |
| FC Nantes              | Francia   | 1999      |
| Pistoiese              | Italia    | 2000      |
| San Martín de Tucumán  | Argentina | 2000-2001 |
| Defensores de Belgrano | Argentina | 2001-2002 |
| Huracán                | Argentina | 2002      |
| Cruz Azul Hidalgo      | México    | 2003      |
| Defensores de Belgrano | Argentina | 2003-2004 |
| Atlético Rafaela       | Argentina | 2004      |
| San Martín de Mendoza  | Argentina | 2005      |
| YF Juventus            | Suiza     | 2005-2006 |
| Sangiovannese          | Italia    | 2006      |
| Celano                 | Italia    | 2007-2008 |
| Defensores de Belgrano | Argentina | 2008-2009 |
| Santiago Morning       | Chile     | 2009-2012 |
| Cobreloa               | Chile     | 2012      |
| Deportes Copiapó       | Chile     | 2013-2014 |
| San Luis               | Chile     | 2014-2015 |
| Deportes Temuco        | Chile     | 2015-2016 |
| Rangers                | Chile     | 2016-2017 |

## Palmarés

### Campeonatos nacionales
| Título    | Club            | País  | Año     |
| --------- | --------------- | ----- | ------- |
| Primera B | San Luis        | Chile | 2014-15 |
| Primera B | Deportes Temuco | Chile | 2015-16 |